# Andrey Lunyov
Andrey Yevgenyevich Lunyov (tiếng Nga: Андрей Евгеньевич Лунёв; sinh ngày 13 tháng 11 năm 1991) là một cầu thủ bóng đá người Nga thi đấu cho câu lạc bộ Dynamo Moscow ở vị trí thủ môn.

## Sự nghiệp câu lạc bộ

### F.K. Ufa
Vào ngày 29 tháng 7 năm 2015, Lunyov được khẳng định sẽ gia nhập F.K. Ufa với bản hợp đồng 1 năm. Anh ra mắt tại Giải bóng đá ngoại hạng Nga cho Ufa vào ngày 11 tháng 9 năm 2016 trong trận đấu với F.K. Krasnodar.

### Zenit
Vào ngày 23 tháng 12 năm 2016, Lunyov chuyển đến F.K. Zenit Sankt Peterburg, ký bản hợp đồng 4,5 năm với câu lạc bộ.

### Bayer Leverkusen
Vào ngày 10 tháng 7 năm 2021, Lunyov chuyển đến Bayer Leverkusen, ký bản hợp đồng với thời hạn 2 năm với câu lạc bộ.

## Thống kê sự nghiệp

### Câu lạc bộ
Tính đến 1 tháng 9 năm 2024
| Câu lạc bộ                 | Mùa giải            | Giải vô địch              | Giải vô địch | Giải vô địch | Cúp  | Cúp | Châu lục | Châu lục | Khác | Khác | Tổng cộng | Tổng cộng |
| Câu lạc bộ                 | Mùa giải            | Hạng đấu                  | Trận         | Bàn          | Trận | Bàn | Trận     | Bàn      | Trận | Bàn  | Trận      | Bàn       |
| -------------------------- | ------------------- | ------------------------- | ------------ | ------------ | ---- | --- | -------- | -------- | ---- | ---- | --------- | --------- |
| F.K. Torpedo Moskva        | 2009                | LFL                       | 11           | 0            | —    | —   | —        | —        | —    | —    | 11        | 0         |
| F.K. Torpedo Moskva        | 2010                | Second Division           | 7            | 0            | 2    | 0   | —        | —        | —    | —    | 9         | 0         |
| F.K. Torpedo Moskva        | 2011–12             | FNL                       | 0            | 0            | 0    | 0   | —        | —        | —    | —    | 0         | 0         |
| F.K. Torpedo Moskva        | Tổng cộng           | Tổng cộng                 | 18           | 0            | 2    | 0   | 0        | 0        | 0    | 0    | 20        | 0         |
| FC Istra                   | 2011–12             | Second Division           | 9            | 0            | 0    | 0   | —        | —        | —    | —    | 9         | 0         |
| F.K. Torpedo Moskva        | 2012–13             | FNL                       | 2            | 0            | 1    | 0   | —        | —        | —    | —    | 3         | 0         |
| FC Kaluga                  | 2013–14             | PFL                       | 28           | 0            | 0    | 0   | —        | —        | —    | —    | 28        | 0         |
| F.K. Saturn Ramenskoye     | 2014–15             | PFL                       | 4            | 0            | 0    | 0   | —        | —        | —    | —    | 4         | 0         |
| F.K. Ufa                   | 2015–16             | Russian Premier League    | 0            | 0            | 0    | 0   | —        | —        | —    | —    | 0         | 0         |
| F.K. Ufa                   | 2016–17             | Russian Premier League    | 10           | 0            | 1    | 0   | —        | —        | —    | —    | 11        | 0         |
| F.K. Ufa                   | Tổng cộng           | Tổng cộng                 | 10           | 0            | 1    | 0   | 0        | 0        | 0    | 0    | 11        | 0         |
| F.K. Zenit Sankt Peterburg | 2016–17             | Russian Premier League    | 10           | 0            | —    | —   | —        | —        | —    | —    | 10        | 0         |
| F.K. Zenit Sankt Peterburg | 2017–18             | Russian Premier League    | 20           | 0            | 0    | 0   | 11       | 0        | —    | —    | 31        | 0         |
| F.K. Zenit Sankt Peterburg | 2018–19             | Russian Premier League    | 29           | 0            | 1    | 0   | 12       | 0        | —    | —    | 42        | 0         |
| F.K. Zenit Sankt Peterburg | 2019–20             | Russian Premier League    | 19           | 0            | 0    | 0   | 2        | 0        | 1    | 0    | 22        | 0         |
| F.K. Zenit Sankt Peterburg | 2020–21             | Russian Premier League    | 12           | 0            | 1    | 0   | 0        | 0        | —    | —    | 13        | 0         |
| F.K. Zenit Sankt Peterburg | Tổng cộng           | Tổng cộng                 | 90           | 0            | 2    | 0   | 25       | 0        | 1    | 0    | 118       | 0         |
| Bayer Leverkusen           | 2021–22             | Bundesliga                | 1            | 0            | 0    | 0   | 1        | 0        | —    | —    | 2         | 0         |
| Bayer Leverkusen           | 2022–23             | Bundesliga                | 1            | 0            | 0    | 0   | 0        | 0        | —    | —    | 1         | 0         |
| Bayer Leverkusen           | Tổng cộng           | Tổng cộng                 | 2            | 0            | 0    | 0   | 1        | 0        | 0    | 0    | 3         | 0         |
| Qarabağ                    | 2023–24             | Azerbaijan Premier League | 19           | 0            | 5    | 0   | 10       | 0        | —    | —    | 34        | 0         |
| Dynamo Moscow              | 2024–25             | Russian Premier League    | 7            | 0            | 0    | 0   | —        | —        | —    | —    | 7         | 0         |
| Tổng cộng sự nghiệp        | Tổng cộng sự nghiệp | Tổng cộng sự nghiệp       | 190          | 0            | 11   | 0   | 37       | 0        | 1    | 0    | 237       | 0         |

### Quốc tế
Tính đến 15 tháng 11 năm 2018.
| Nga       | Nga  | Nga |
| Năm       | Trận | Bàn |
| --------- | ---- | --- |
| 2017      | 2    | 0   |
| 2018      | 4    | 0   |
| Tổng cộng | 6    | 0   |

## Đội tuyển quốc gia
Anh có màn ra mắt cho Đội tuyển bóng đá quốc gia Nga ngày 10 tháng 10 năm 2017 trong trận giao hữu với Iran.
Vào ngày 11 tháng 5 năm 2018, anh có tên trong đội hình sơ loại của Nga tham dự Giải vô địch bóng đá thế giới 2018.